# Odznaka „Za zasługi dla finansów PRL”
Odznaka „Za zasługi dla finansów PRL” – polskie resortowe odznaczenie cywilne nadawane przez Ministra Finansów, ustanowione 10 stycznia 1975.
Odznaczenie przyznawane było w formie dwustopniowej (złotej i srebrnej) odznaki honorowej będącej zaszczytnym, honorowym wyróżnieniem nadawanym pracownikom resortu finansów oraz innym osobom w uznaniu: wieloletniej i nienagannej pracy w resorcie finansów, osiągnięć w pracy w działach finansowo-rachunkowych jednostek gospodarki uspołecznionej oraz w gospodarczym aparacie kontrolno-rewizyjnym, osiągnięć w popularyzacji i wdrażaniu do praktyki nowych rozwiązań ekonomiczno-finansowych oraz usprawnień w dziedzinie organizacji i techniki pracy, działalności naukowej i dydaktycznej w dziedzinie finansów i rachunkowości, osiągnięć w dziedzinie rozwijania stosunków finansowych z odpowiednimi instytucjami zagranicznymi. Mogła być również przyznawana jednostkom organizacyjnym za szczególne osiągnięcia w ich działalności.
Odznaka została wycofana 30 marca 2001. Zastąpiła ją ustanowiona 14 października 2003 nowa Odznaka honorowa „Za Zasługi dla Finansów Publicznych Rzeczypospolitej Polskiej”.